# آلف لی
آلف لی (انگلیسی: Alf Lie; ۱۰ آوریل ۱۸۸۷ – ۲۲ مارس ۱۹۶۹) ژیمناست هنری اهل نروژ بود.